# Lipinski's rule of five
Lipinski's rule of five ("Lipinski's regel van vijf") is een stel vuistregels waarmee voorspeld kan worden of een chemische stof geschikt is als oraal toe te dienen geneesmiddel. Met de regels worden de chemische en fysische eigenschappen van de stof beoordeeld, om te voorspellen of de stof na orale toediening in voldoende mate (en met geschikte snelheid) opgenomen zal worden in het bloed.
De regels werden opgesteld door Christopher A. Lipinski in 1997, nadat hij opgemerkt had dat de meeste oraal toegediende geneesmiddelen relatief klein en best lipofiel zijn.
Met de regels wordt de farmacokinetiek van het potentieel farmacon voorspeld: de opname, distributie, metabolisme en excretie in het menselijk lichaam. Er wordt echter geen uitspraak gedaan over hoe werkzaam de stof is.

## Regels
De regels van Lipinski stellen dat farmaca die geschikt zijn voor orale toediening niet meer dan een van de volgende criteria mogen overtreden:
- Niet meer dan 5 waterstofbrugdonoren (tel hiervoor het aantal stikstof-waterstof en zuurstof-waterstofbindingen op)
- Niet meer dan 10 waterstofbrugacceptoren (alle stikstof- en zuurstofatomen)
- Molecuulgewicht van minder dan 500 dalton
- Een log P (octanol/water partitiecoëfficient) lager dan 5

Net als bij andere vuistregels zijn er vele uitzonderingen bekend.

## Varianten
Omdat de bovenstaande set niet alle stoffen correct indeelt, zijn er nog uitbreidingen bedacht op de vier regels hierboven, zoals bijvoorbeeld: 
- Log P tussen −0,4 en +5,6
- Molaire refractiviteit tussen 40 en 130
- Molgewicht tussen 180 en 480
- Het aantal atomen tussen 20 en 70 (inclusief waterstofbrugdonoren en -acceptoren)

In de vuistregels volgens de Veber's Rules is de regel omtrent het molecuulgewicht vervallen. In deze set wordt het PSA (polair oppervlak) en het aantal roteerbare verbindinge gebruikt om oraal actieve stoffen te identificeren. Deze regels zijn gebaseerd op onderzoek in ratten. Stoffen moeten aan de twee onderstaande criteria voldoen: 	
- 10 of minder roteerbare verbindingen
- Polair oppervlak (PSA) kleiner dan 140 Å2